# SITE
SITE (Sculpture in the Environment) ist ein 1970 in New York gegründeter Zusammenschluss aus Architekten, Künstlern, Technikern und Forschern zur Entwicklung neuer Raumkonzeptionen und öffentlicher Gebäude. James Wines (* 1932) ist der Gründer von SITE. Alison Sky (* 1946) und Michelle Stone (* 1949) gehörten zu den ersten Mitgliedern.
SITE hat Projekte in zahlreichen Ländern verwirklicht. In den USA, Kanada, Spanien, Frankreich, Italien, England, Australien, Japan, China, Korea, Türkei, Katar und Dubai.
Die Gruppe nahm 1975 unter anderem an der Biennale di Venezia, 1985 an La Triennale di Milano und 1987 an der documenta 8 in Kassel teil. Es befinden sich Werke in der Sammlung des Museum of Modern Art.